# Vientiane
Vientiane (laoško ວຽງຈັນ – Viang chan, dobesedno »mesto sandalovine«) je glavno mesto Laosa in s približno 620.000 prebivalcev (po popisu leta 2015) največje mesto v tej celinski državi v Jugovzhodni Aziji. Stoji na zahodu države, na okljuku reke Mekong, ki je na tem mestu mejna reka s Tajsko.
Zaradi strateške lege na veletoku Mekong je zgodovinsko pomembno kot transportno središče, od normalizacije odnosov s Tajsko pa tudi središče mednarodne trgovine (pred tem je imelo ta status mesto Pakxé na meji z Vietnamom). Približno 20 km dolvodno stoji avtocestni most čez reko, odprt leta 1994. V preteklosti je gospodarstvo temeljilo na trgovanju z rižem, ki so ga pridelovali na intenzivnih plantažah v okolici, zdaj pa so v mestu prisotni tudi različni industrijski obrati. Poleg modernih upravnih, industrijskih in stanovanjskih zgradb je v Vientianu še mogoče videti tradicionalne lesene stavbe. Največja znamenitost je slavolok Patuxai, spomenik borcem za neodvisnost od Francije, ki spominja na pariški slavolok zmage, le da je okrašen s tradicionalnimi laoškimi motivi, poleg njega pa še različni budistični spomeniki.
Laošani so večinsko prebivalstvo, vendar večina govori lokalne jezike, razširjena pa je tudi francoščina. Opaznejša je še kitajska manjšina, ki se pretežno ukvarja s trgovino.

## Zgodovina
Sodeč po arheoloških dokazih je Vientiane nastal kot kmersko naselje okrog hinduističnega templja, kasneje pa so se na tem ozemlju naselili Laošani in v 14. stoletju je postal pomembno administrativno središče. Po legendi, ki je izpričana v laoškem epu Phra Lam Phra Lam, pa ga je ustanovil princ Thattaradtha, po tistem, ko mu je mitološko bitje naročilo, naj prestavi naselje z zahodnega na vzhodni breg Mekonga. Mesto je leta 1563 postalo prestolnica kraljevine Lan Xang. Ko se je njegov del leta 1707 odcepil kot samostojna kraljevina Vientiane, je mesto postalo prestolnica tega.
Prvi Zahodnjak, ki je poročal o obisku Vientiana, je bil nizozemski trgovec Gerrit van Wuysthoff, ki je leta 1641 odpotoval iz Phnom Penha po Mekongu gorvodno v iskanju priložnosti za trgovanje in razbitje monopola Portugalcev ter Špancev na tem območju. Kasneje so zaradi nedostopnosti in negostoljubnosti stiki z Evropejci za dve stoletji zamrli.
Kraljevino Vientiane je medtem priključilo sosednje Siamsko kraljestvo, Siamci so leta 1872 med zatrtjem upora Laošanov mesto požgali do tal. Območje je leta 1893 postalo del Francoske Indokine, nakar so Francozi mesto obnovili v kolonialnem slogu. Med drugo svetovno vojno so ga okupirali Japonci, po osvoboditvi in osamosvojitvi Laosa pa je sledilo burno obdobje in državljanska vojna, ki se je leta 1975 končala z razglasitvijo republike z Vientianom kot glavnim mestom.

## Geografija

### Podnebje
Območje, kjer stoji Vientiane, ima tropsko monsunsko podnebje z izrazito delitvijo na vlažno (maj–september) in sušno obdobje (preostali del leta).
| Podnebni podatki za Vientiane                                                          | Podnebni podatki za Vientiane | Podnebni podatki za Vientiane | Podnebni podatki za Vientiane | Podnebni podatki za Vientiane | Podnebni podatki za Vientiane | Podnebni podatki za Vientiane | Podnebni podatki za Vientiane | Podnebni podatki za Vientiane | Podnebni podatki za Vientiane | Podnebni podatki za Vientiane | Podnebni podatki za Vientiane | Podnebni podatki za Vientiane | Podnebni podatki za Vientiane |
| Mesec                                                                                  | Jan                           | Feb                           | Mar                           | Apr                           | Maj                           | Jun                           | Jul                           | Avg                           | Sep                           | Okt                           | Nov                           | Dec                           | Letno                         |
| -------------------------------------------------------------------------------------- | ----------------------------- | ----------------------------- | ----------------------------- | ----------------------------- | ----------------------------- | ----------------------------- | ----------------------------- | ----------------------------- | ----------------------------- | ----------------------------- | ----------------------------- | ----------------------------- | ----------------------------- |
| Rekordno visoka temperatura °C                                                         | 35.6                          | 37.8                          | 40.0                          | 41.1                          | 38.9                          | 37.8                          | 36.1                          | 37.2                          | 38.9                          | 38.9                          | 34.4                          | 33.4                          | 41.1                          |
| Povprečna visoka temperatura °C                                                        | 28.4                          | 30.3                          | 33.0                          | 34.3                          | 33.0                          | 31.9                          | 31.3                          | 30.8                          | 30.9                          | 30.8                          | 29.8                          | 28.1                          | 31.1                          |
| Povprečna nizka temperatura °C                                                         | 16.4                          | 18.5                          | 21.5                          | 23.8                          | 24.6                          | 24.9                          | 24.7                          | 24.6                          | 24.1                          | 22.9                          | 19.3                          | 16.7                          | 21.8                          |
| Rekordno nizka temperatura °C                                                          | 0.0                           | 7.6                           | 12.1                          | 17.1                          | 20.0                          | 21.1                          | 21.2                          | 21.1                          | 21.2                          | 12.9                          | 8.9                           | 5.0                           | 0.0                           |
| Povprečna količina dežja mm                                                            | 7.5                           | 13.0                          | 33.7                          | 84.9                          | 245.8                         | 279.8                         | 272.3                         | 334.6                         | 297.3                         | 78.0                          | 11.1                          | 2.5                           | 1.660,5                       |
| Povp. št. deževnih dni                                                                 | 1                             | 2                             | 4                             | 8                             | 15                            | 18                            | 20                            | 21                            | 17                            | 9                             | 2                             | 1                             | 118                           |
| Povprečna relativna vlažnost (%)                                                       | 70                            | 68                            | 66                            | 69                            | 78                            | 82                            | 82                            | 84                            | 83                            | 78                            | 72                            | 70                            | 75                            |
| Povp. št. sončnih ur                                                                   | 254.4                         | 214.3                         | 216.8                         | 226.3                         | 207.1                         | 152.9                         | 148.6                         | 137.1                         | 137.7                         | 247.7                         | 234.3                         | 257.5                         | 2.434,7                       |
| Vir 1: Svetovna meteorološka organizacija, Deutscher Wetterdienst (ekstremi 1907–1990) |                               |                               |                               |                               |                               |                               |                               |                               |                               |                               |                               |                               |                               |
| Vir 2: NOAA (osončenost in vlažnost)                                                   |                               |                               |                               |                               |                               |                               |                               |                               |                               |                               |                               |                               |                               |

## Mednarodne povezave
Vientiane ima uradne povezave (pobratena/sestrska mesta oz. mesta-dvojčki) z naslednjimi kraji po svetu:
- Bangkok, Tajska
- Chittagong, Bangladeš
- Phnom Penh, Kambodža
- Hošiminh, Vietnam
- Cirebon, Indonezija